# جورج کینگ
جورج کینگ (انگلیسی: George King؛ زادهٔ ۱۵ ژانویهٔ ۱۹۹۴) بازیکن بسکتبال اهل ایالات متحده آمریکا است.

## حرفه
از باشگاه‌هایی که در آن بازی کرده‌است می‌توان به فینیکس سانز اشاره کرد.